# Решуцк
Решуцк (укр. Решуцьк) — село в Александрийской сельской общине Ровненского района Ровненской области Украины.
Население по переписи 2001 года составляло 272 человека. Почтовый индекс — 35322. Телефонный код — 362. Код КОАТУУ — 5624686502.